# Cal Pubilló (Odèn)
Cal Pubilló és una masia de Canalda (municipi d'Odèn a la comarca catalana del Solsonès). Està situada a 1.340 m. al cap d'amunt de la Serra de Puig-arnau, al vessant meridional de la Serra del Port del Comte, sota mateix de la carretera L-401, a la capçalera de la Rasa de Puig-arnau
Al km 39,5 de dita carretera es troba el trencall que baixa a la masia. Pel seu costat hi passa el GR-1
Molt ben restaurada, junt amb la masia de Puig-arnau, han format un complex de turisme rural